# Войчишен-Лугівський Петро Іванович
Войчишен-Лугівський Петро Іванович — український письменник, драматург, режисер, громадський та культурний діяч.

## Біографія
Народився 1 листопада 1938 року в селі Свинна Михампільського району Кам'янець-Подільської області (тепер с. Лугове Ярмолинецького району Хмельницької області). Справжнє ім'я — Войчишен Петро Іванович, псевдонім — Лугівський.
Дитячі роки пройшли під окупацією німецьких військ Другої світової війни (1939—1945 рр.). У 1946 році поступив до першого класу місцевої школи. Підлітком працював їздовим, причіплювачем в колгоспному господарстві.
У 1956 році закінчив Полонське училище механізації сільського господарства, а в 1957 році був призваний до лав Радянської Армії. Службу відбував у м. Хмільнику України, містах Нерчинську, Петропавловську, що на Камчатці в Росії. Після демобілізації здобував освіту і працював у автошколі, автомеханіком таксопарку, головним інженером тресту благоустрою і озеленення Петропавлівського міськкомунгоспу. Через хворобу переїхав в рідне село Лугове. Переніс операцію. Працював завідувачем сільського клубу, методистом районного Будинку культури в Ярмолинцях. У 1974 році закінчив Харківський державний інститут культури — режисура театру, керівник театральних колективів. Працював методистом театрального жанру Хмельницького обласного Будинку народної творчості, одноразово — на 10-ти місячних курсах керівників художніх колективів — викладав майстерність актора.
З 1977 по 1987 роки — директор Хмельницького обласного Будинку художньої самодіяльності профспілок. Переміг складну хворобу. Самотужки вивчав історію рідного краю, Поділля. Досліджене переносив у драматургічні твори, яких нараховується більше двадцяти.
Наступні роки — директор Хмельницького підприємства народних промислів, голова міського товариства інвалідів, голова та один із засновників Хмельницької міської літературної спілки "Поділля". У 2014 році видав драматургічний історико-художній роман «Смерч».
Брав активну участь у громадських організаціях м. Хмельницького: був членом ради Майдану м. Хмельницького, членом ради громадських організацій при Хмельницькому міськвиконкомі.

## Опубліковані праці
- 1.    Лугівський П. Об стіну… горохом: збірка драматичних творів / відп. за вип. В. Крючков; Управління  культури Хмельниц. ОДА, Обл. учбово-методичний  центр культури Поділля; Обл. будинок народної творчості; Ін-т підвищ кваліфікації працівників культури і мистецтва України. Київ: [б.в.], 1996. 108 с. (Духовні витоки Поділля).
- 2.    Войчишен П. Падіння яструба: п'єса. Хмельницький: [б.в.]., 1997. 48 с.
- 3.    Войчишен П. По лезу грані: п'єса.  / ред. : І. Кубицький, Н. Шмурикова. Хмельницький: [б.в.], 1998. 61 с.
- 4.    Лугівський-Войчишен П. У каламуті… : трагікомедія /ред. М. А. Мачківський. Хмельницький: Поділля, 2000. 48 с.
- 5.    Войчишен-Лугівський П. Трон: трагікомедія. Київ: Манускрипт, 2002. 52 с.
- 6.    Войчишен-Лугівський П. Дзвін: драма. Хмельницький: «Пролісок», 2004. 60 с.
- 7.    Войчишен-Лугівський П. Поклик доріг (1941—1990 pp.): п'єса. Хмельницький: Видавництво Алли Цюпак, 2005. 52 с.
- 8.    Войчишен-Лугівський П. Приречені: п'єса. Хмельницький: Видавництво Алли Цюпак, 2006. 40 с.
- 9.    Войчишен-Лугівський П. Перехрестя століть: п'єси. Хмельницький: Видавництво: ПП Кучма В. І.2007. 280 с.
- 10. Войчишен-Лугівський П. Дихни в кишеню: п'єса. Лелеки літа: альманах. Хмельницький: Видавництво Алли Цюпак. 2008. С. 43-46.
- 11.  Войчишен-Лугівський П. Вирок безумства (1932—1933 pp.): трагедія. Хмельницький: Видавець ПП Цюпак А. А., 2009. 52 с.
- 12.  Войчишен-Лугівський П. Погляд у віки: історія села Лугове (Самійлівці-Свинна) Ярмолинецького    району, Хмельницької області (спогади, роздуми, дослідження). Хмельницький: Видавець ПП Цюпак А. А. 2010. 184 с.
- 13. Войчишен-Лугівський П. Вирок безумства (1932—1933 pp.): трагедія. Заповідаєм вам любов: збірка  вибраних творів літераторів Подічля, Хмельницький: ХГПА «Центр мистецтва і дизайну». 2011. С. 39-66.
- 14. Войчишен-Лугівський П. І. Приречені: п'єса. Незгасиме джерело: вірші, проза / упоряд. Л. В. Дитинвик, автор  проекту Г. Й. Ісаєнко. Хмельницький: ХГПА «Центр мистецтва і дизайну». 2013. С. 29-50.
- 15. Войчишен-Лугівський П. Смерч: роман. Хмельницький: Видавець ФОП Цюпак А., 2014.216 с.